# Râul Senced
Râul Senced este un mic curs de apă, afluent al râului Târnava Mare.

## Hărți
- Harta județului Harghita